# Saskatoon—Rosetown—Biggar
Pour les articles homonymes, voir Saskatoon (homonymie) et Biggar.
Circonscription électorale fédérale du Canada
Saskatoon—Rosetown—Biggar (initialement Saskatoon—Rosetown) est une ancienne circonscription électorale fédérale canadienne dans la province de la Saskatchewan. Elle comprenait la portion sud-ouest de la ville de Saskatoon ainsi qu'une région rurale au sud-ouest de la ville.
Les circonscriptions limitrophes étaient Saskatoon—Wanuskewin, Saskatoon—Humboldt, Blackstrap, Cypress Hills—Grasslands et Battlefords—Lloydminster.

## Résultats électoraux
|       | Candidat        | Parti        | # de voix | % des voix |
|       | (x) Kelly Block | Conservateur | +14 652,  | 48,7 %     |
|       | Lee Reaney      | Libéral      | +00697,   | 2,32 %     |
|       | Nettie Wiebe    | NPD          | +14 114,  | 46,91 %    |
|       | Vicki Strelioff | Vert         | +00626,   | 2,08 %     |
| Total | Total           | Total        | 30 089    | 100 %      |

|       | Candidat        | Parti        | # de voix | % des voix |
|       | Kelly Block     | Conservateur | +12 166,  | 45,39 %    |
|       | Roy Bluehorn    | Libéral      | +01 176,  | 4,39 %     |
|       | Nettie Wiebe    | NPD          | +11 913,  | 44,45 %    |
|       | Amber Jones     | Vert         | +01 228,  | 4,58 %     |
|       | Marcel Bourassa | Héritage     | +00111,   | 0,41 %     |
|       | Kevin Stricker  | Libertarien  | +00074,   | 0,28 %     |
|       | Rick Barsky     | Indépendant  | +00134,   | 0,5 %      |
| Total | Total           | Total        | 26 802    | 100 %      |

## Historique
La circonscription fut d'abord créée en 1996 sous le nom de Saskatoon—Rosetown à partir des circonscriptions de Kindersley—Lloydminster, Saskatoon—Clark's Crossing, Saskatoon—Dundurn et The Battlefords—Meadow Lake. Le nom actuel apparu en 1997. Abolie lors du redécoupage de 2012, la circonscription fut redistribuée parmi Sentier Carlton—Eagle Creek, Saskatoon-Ouest et Battlefords—Lloydminster.
| Législature | Années    | Député           | Député         | Parti               |
| --- | --------- | ---------------- | -------------- | ------------------- |
| Saskatoon—Rosetown issue de Kindersley—Lloydminster, Saskatoon—Clark's Crossing, Saskatoon—Dundurn et The Battlefords—Meadow Lake |           |                  |                |                     |
| 36e | 1997–1999 |                  | Chris Axworthy | NPD                 |
| 36e | 1999-2000 | Dennis Gruending |                | NPD                 |
| Saskatoon—Rosetown—Biggar |           |                  |                |                     |
| 37e | 2000–2003 |                  | Carol Skelton  | Alliance canadienne |
| 37e | 2003-2004 |                  | Carol Skelton  | Conservateur        |
| 38e | 2004–2006 |                  | Carol Skelton  | Conservateur        |
| 39e | 2006–2008 |                  | Carol Skelton  | Conservateur        |
| 40e | 2008–2011 | Kelly Block      |                | Conservateur        |
| 41e | 2011–2015 | Kelly Block      |                | Conservateur        |
| Redistribuée parmi Sentier Carlton—Eagle Creek, Saskatoon-Ouest et Battlefords—Lloydminster                                       |           |                  |                |                     |

1. ↑  Élections Canada.